# Agua (Jarabe de Palo)
Agua è una canzone scritta e cantata dagli Jarabe de Palo, ed estratta dal loro terzo album Depende del 1998.

## Classifiche
| Classifica (2000-2020) | Posizione massima |
| ---------------------- | ----------------- |
| Italia                 | 24                |
| Spagna                 | 52                |